# Shenqiu
Shenqiu, även romaniserat Shenkiu, är ett härad som lyder under Zhoukous stad på prefekturnivå i Henan-provinsen i centrala Kina. Det ligger omkring 220 kilometer sydost om provinshuvudstaden Zhengzhou.

## Källa
1. ↑  ”worldpostmarks.net”. Arkiverad från originalet den 2 januari 2015. https://web.archive.org/web/20150102101710/http://worldpostmarks.net/HTML%20Countries/china.htm. Läst 25 januari 2015.